# Central Saint Giles
Central Saint Giles è un complesso di edifici situato nel centro di Londra.
Costruito ad un costo di 450 milioni di sterline e completato nel maggio 2010, è stato progettato dall'architetto italiano Renzo Piano ed è il suo primo progetto nel Regno Unito. Il complesso è costituito da due edifici alti fino a 15 piani, disposti attorno a un cortile pubblico fiancheggiato da negozi e ristoranti. La sua caratteristica degno di nota sono le sue facciate, ricoperte da 134.000 piastrelle smaltate in tonalità di verde, arancio, lime e giallo.